# Estación de Santa Liña
Santa Liña (en catalán Santa Linya) es un apeadero ferroviario con parada facultativa situado en el municipio español de Les Avellanes y Santa Liña, en la provincia de Lérida, comunidad autónoma de Cataluña. Dispone de servicios de Cercanías, atendidos por FGC. La estación tuvo en 2018 un total de 24 usuarios que iniciaron el trayecto en la estación, lo que la convierte en la menos utilizada de la red de FGC.

## Situación ferroviaria
Se encuentra ubicada en el punto kilométrico 44,8 de la línea férrea de ancho ibérico que une Lérida con Puebla de Segur a 359 metros de altitud, entre las estaciones de Villanueva de la Sal y Ager. El tramo es de vía única y está sin electrificar.

## Historia

Recorrido de la línea Lérida-Puebla de Segur en Cataluña

El trazado entre Lérida y Puebla de Segur está ligado históricamente al conocido como ferrocarril Baeza-Saint Girons, una gran línea internacional de 850 km de longitud que pretendía unir Baeza (Jaén) con el municipio francés de Saint-Girons (Ariège), pasando por Albacete, Utiel, Teruel, Alcañiz y Lérida. Para el tramo catalán se aprovecharía la línea Lérida-Balaguer y se prolongaría más allá de la frontera hispano-francesa, atravesando los Pirineos por el puerto de Salau.
En 1926, durante el régimen de Miguel Primo de Rivera se aprobó el llamado Plan de Ferrocarriles de Urgente Construcción, conocido por Plan Guadalhorce por el ministro que lo impulsó. Este plan preveía la construcción de miles de kilómetros de nuevas líneas férreas de carácter radial que debían mejorar las comunicaciones de aquellas áreas a las que el ferrocarril no había llegado durante el siglo XIX. Entre ellas se encontraba el ferrocarril Baeza-Saint Girons, cuya construcción se inició entre 1926 y 1928. Tras el advenimiento de la Segunda República estos proyectos ferroviarios fueron revisados y paralizados, y la posterior guerra civil imposibilitó la ejecución de muchas de las grandes obras públicas proyectadas en la época.
La Guerra Civil y la subsiguiente carestía de medios supuso la suspensión de todos los trabajos. En 1941, con la nacionalización de la red viaria, la línea pasó a ser gestionada por RENFE.
El ferrocarril no llegó a Santa Liña hasta 1949, con la inauguración del tramo de 35,6 km Balaguer-Sellés el 21 de julio de 1949. El tramo final hasta Puebla de Segur, no fue abierto al servicio hasta el 13 de noviembre de 1951. En 1962, por recomendación del Banco Mundial, el Estado español decidió detener la construcción de nuevas líneas férreas y concentrarse en la mejora de las ya operativas. Eso supuso que el gobierno paralizara el ferrocarril Baeza-Saint Girons; en la zona sur se desaprovechó el tramo entre Baeza y Utiel, cuya construcción estaba muy avanzada, y en el norte se descartó la interconexión con Francia. Consecuentemente, la línea que debería haber atravesado el corazón de los Pirineos finalizó en toperas en Puebla de Segur, a pesar de haber preparado ya el terreno para prolongarla hasta Sort.
El 1 de enero de 1985 estuvo previsto el cierre de la línea y sólo un acuerdo con la administración autonómica de Cataluña, la salvó de su cierre.
El 1 de enero de 2005, la Generalidad de Cataluña obtuvo la propiedad de la línea y su explotación mediante su operadora ferroviaria FGC. Renfe Operadora aún permaneció explotando la línea de forma compartida hasta 2016, en que lo hizo solamente FGC.

## La estación
Está situada en medio de la nada, casi a la orilla del Embalse de Camarasa. Dista unos 6 km de la población de Santa Liña, a la cual se accede por la tortuosa pista forestal  LV-9043  sin asfaltar.
Originalmente la estación tenía tres vías, la general, una derivada a la derecha y otra en topera a la izquierda conectada en sentido Lérida. El andén se sitúa a la izquierda de la vía general, donde se ubicaba el antiguo edificio de viajeros, de dos plantas, mientras que la vía muerta daba servicio a un muelle de mercancías cubierto. En 2000 se derribaron los antiguos edificios, siendo la última actuación de RENFE antes del cambio de propietario de la línea, quedando la estación con un andén devorado por la maleza y en situación de abandono, con elementos como el antiguo punto de aguada en mal estado.
Ya bajo la propiedad de FGC, se renovó el andén en 2006. En la actualidad hay una sola vía, con el andén a la izquierda, sentido ascendente. En andén dispone de un panel tipo led y un punto de información conectado con el centro de control de la línea. No dispone de marquesina, ni bancos donde aguardar la llegada del tren. Actualmente, el apeadero es de parada facultativa, que se solicita pulsando el botón correspondiente del punto de información o en el tren, si deseamos apearnos.

## Servicios ferroviarios
Los trenes con los que opera Ferrocarriles de la Generalidad de Cataluña enlazan la estación principalmente con Lérida, Balaguer y Puebla de Segur. Circulan entre dos y cuatro trenes por sentido.
Las unidades habituales son las de la Serie 331 de FGC, fabricadas por Stadler Rail en Zúrich, que fueron probadas en las instalaciones de Plá de Vilanoveta. Entraron en servicio el 17 de febrero de 2016, mediante la unidad 333.01 en su primer servicio entre Lérida y Puebla de Segur, sustituyendo a los antiguos TRD de la serie 592 de Renfe.
Al tratarse de una parada facultativa desde enero de 2018, los trenes no paran en esta estación a menos que los pasajeros del tren lo soliciten con antelación.
| origen/destino  | anterior/siguiente   | Línea | siguiente/anterior | destino/origen  |
| --------------- | -------------------- | ----- | ------------------ | --------------- |
| Lérida Pirineos | Villanueva de la Sal |       | Ager               | Puebla de Segur |